# مبنى بنك دويتشه

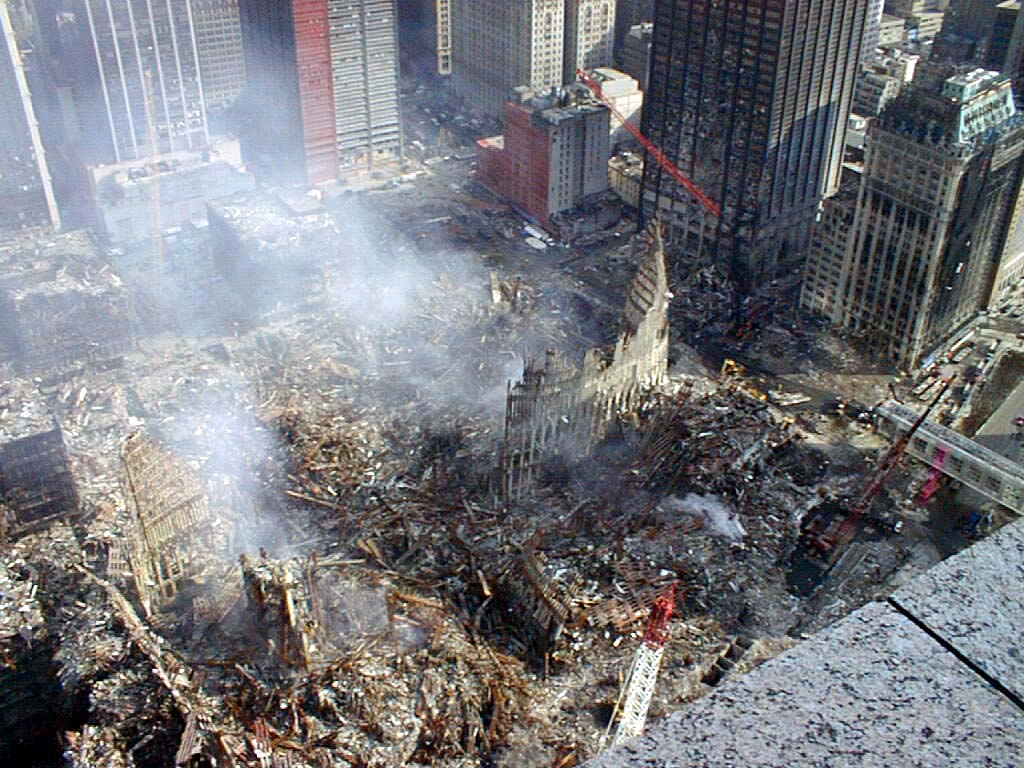
نبذة عن الموقع في أعقاب الهجمات مبنى بنك دويتشه مرئياً وراء الرافعة.

مبنى بنك دويتشه كان ناطحة سحاب يقع في شارع 130 الحرية في مدينة نيويوريك ،الولايات المتحدة الأمريكية المجاور لمركز التجارة العالمي وقد تم تصميم المبنى الذي موجود من 1974 إلى 2007 من خلال شاريف وهارمون الذان صمما ايضاً مبنى إمباير ستيت ومبنى بيترسون وغيره.
افتتح في عام 1974 وقد حصلت شركة بانكرز تراست على المبنى من قبل دويتشه بنك وكان ذلك جزء من افق وسط مانهاتن كان مبنى بنك دويتشه الذي تضرر بشدة في احداث 11 سبتمبر عام 2001 وبعد ان نتج من التفجير كم هائل من الحطام والغبار والرماد سوف يحل 5 مركز التجارة العالمي محله في نهاية المطاف .

## مستقبلاً
اتخدت هيئة البناء الموقع وسيتم استخدام الموقع لمركز الأمن والمركبات وبناء مركز التجارة العالمي الخامس إذا وجدا المقترح موافقة.

### 5 مركز التجارة العالمي

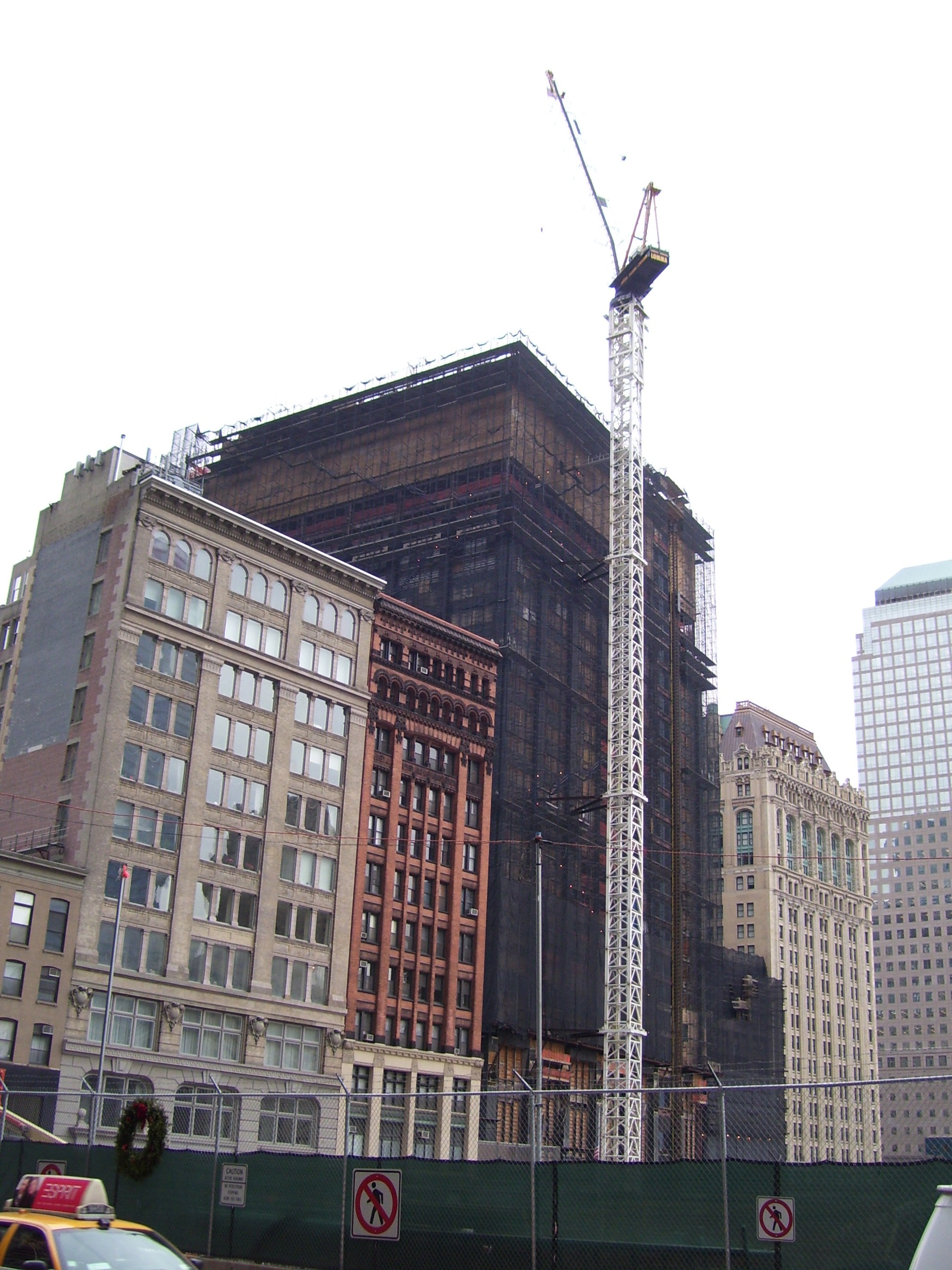
تفكيك المبنى في يونيو 2008

### مركز امن العربات والكنيسة
في 14 اكتوبر 2011 اعلنت هيئة ميناء نيويورك ونيو جيرسي التي تسيطر على إعادة البناء من نقطة الصفر والكنيسة الأثوذكسية اليونانية القديس نيكولاس اتفاقاً يسمح للكنيسة لبناء كنيسة يبلغ مساحتها 4,100 قدم مربع.

## انظر ايضاً
- مبنى إمباير ستيت
- مبنى نيويورك تايمز

## وصلات خارجية
- الموقع الرسمي
- Official announcement
- in-Arch.net description
- Wired NY

قالب:World Trade Center
‌